# Byzantinische Diplomatie
Byzantinische Diplomatie behandelt die Prinzipien und Methoden, Mechanismen, Ideale und Techniken, die das Byzantinische Reich verwendet hat, um mit anderen Staaten zu verhandeln und seine außenpolitischen Ziele zu fördern. Dimitri Obolenski war der Ansicht, dass der Erhalt der Zivilisation in Osteuropa den Fähigkeiten und dem Einfallsreichtum der byzantinischen Diplomatie zu verdanken sei, was einen bleibenden byzantinischen Beitrag zur Geschichte Europas und des Mittleren Ostens darstellt.

## Herausforderungen und Ziele

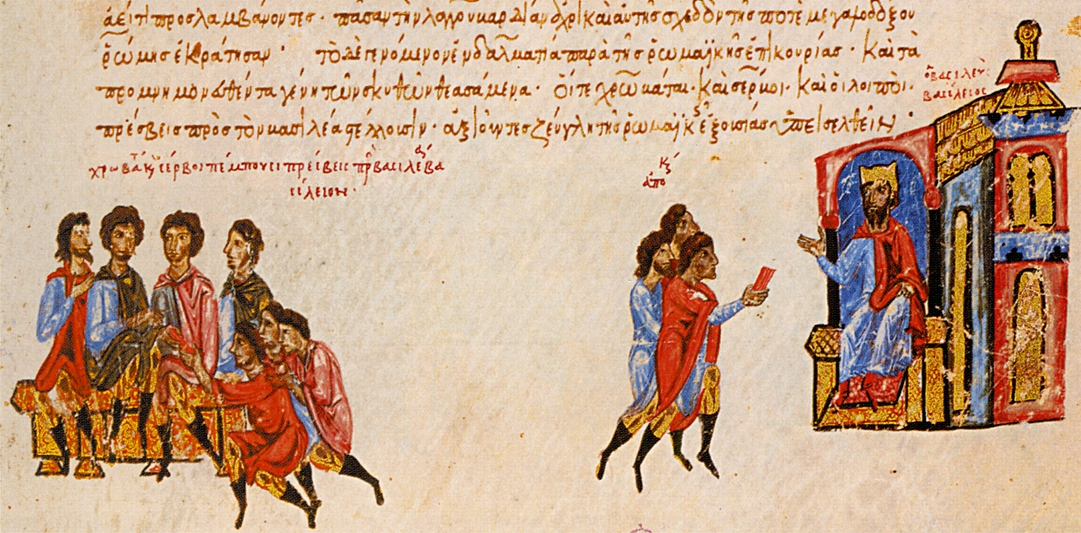
Kaiser Basileios empfängt die Gesandten Serbiens und Croatiens

Nach dem „Fall Roms“ (476) bestand die Hauptherausforderung von Byzanz (Ostrom) darin, Beziehungen zu seinen verschiedenen Nachbarn aufrechtzuerhalten, einschließlich germanischer Stämme, Bulgaren, Slawen, Hunnen (deren Reich nach dem Tod Attilas 453 aber bereits zerfiel) und dem persischen Sassanidenreich, später Awaren, Franken, Langobarden, Georgiern, Armeniern und Arabern. Dies trug dazu bei, seinen Status als wichtiger Machtfaktor in Mittel- und Osteuropa und im Vorderen Orient zu behaupten, wenngleich nach Beginn der arabischen Expansion und den folgenden Gebietsverlusten Byzanz fast 200 Jahre benötigte, um wieder als Großmacht auftreten zu können.
Den meisten diesen Nachbarn (außer dem Sassanidenreich und später dem Kalifat) fehlte es an einer Schlüsselressource, die Byzanz zur Verfügung stand, nämlich eine formalisierte und kanonisierte Rechtsordnung. Als es etwa auf dem Balkan schließlich zur Bildung von neuen (slawischen) Reichen kam und sie politische Strukturen schufen, waren sie abhängig vom (byzantinischen) Reich, an dem sie sich maßgeblich orientierten.
Entgegen den klassischen Autoren, welche gerne eine scharfe Linie zwischen Krieg und Frieden zogen, war für die Byzantiner die Diplomatie eine Form des Krieges mit anderen Methoden. Mit einer regulären Armee, die in der Spätantike die Stärke von 300.000 Mann nicht überschritt und nach den Verlusten des 7. Jahrhunderts nur etwa 100.000 Mann umfasste, beruhte die Sicherheit des Reiches auf aktiver Diplomatie. Die byzantinische „Abteilung Barbaren (scrinium barbarorum)“ war der erste Auslandsgeheimdienst, der Informationen über Rivalen des Reiches aus allen denkbaren Quellen gesammelt hat.

## Grundsätze und Methoden
Berichte byzantinischer Diplomaten sind wenigstens teilweise in Form von Textfragmenten überliefert; zu nennen sind etwa spätantike Geschichtsschreiber wie Olympiodoros von Theben, Priskos (vor allem zu den Hunnen unter Attila) und Menander Protektor (siehe Sizabulos und Turxanthos). Die byzantinische Diplomatie band ihre Nachbarn in ein Netzwerk aus internationalen und zwischenstaatlichen Beziehungen ein, die vom Reich selbst kontrolliert wurden.
Dieser Punkt drehte sich um das Schließen von Abkommen. Der byzantinische Historiker Evangelos Chyros setzte folgende Punkte voraus:
- Der neue Herrscher wurde in der Familie der Könige willkommen geheißen
- Es war eine Assimilation an byzantinische Einstellungen und Werte vorhanden
- Als eine Formalisierung des zweiten Punktes waren Gesetze vorhanden[5]

Um diesen Prozess anzustoßen, entwickelten die Byzantiner für sich eine Reihe vorwiegend diplomatischer Methoden. Zum Beispiel blieben fremde Diplomaten häufig über Jahre in Konstantinopel. Mitglieder aus fremden Adelsfamilien wurden routinemäßig eingeladen, weiter in Konstantinopel zu bleiben, nicht nur als potenzielle Gäste, sondern auch als ein nützliches Pfand für den Fall, dass sich die politischen Gegebenheiten in den Heimatländern änderten. Eine andere beliebte Methode war es, den Besucher durch prachtvolle Zurschaustellung von Reichtum und Prunk zu überwältigen. Konstantinopels Reichtum diente auch als Propagandamittel und als Mittel, Fremde zu beeindrucken.
So war Luitprand von Cremona, der als Abgesandter in die byzantinische Hauptstadt gesandt worden war, überwältigt von der kaiserlichen Residenz, den luxuriösen Speisen und der Unterhaltung der Gäste durch Akrobaten. Besondere Sorgfalt wurde darauf verwendet, bei den Besuchern so viele Sinne wie möglich zu stimulieren: Es gab hell leuchtende Dinge zu sehen, erschreckende Geräusche und wohlschmeckendes Essen.
Die Tatsache, dass Byzanz in seinem Umgang mit den „Barbaren“ generell die Diplomatie bevorzugt anstelle von Kriegen, ist nicht überraschend: Die Oströmer, im Angesicht der immer präsenten Gefahr, Kämpfe an zwei Fronten austragen zu müssen – im Osten gegen das Sassanidenreich, später gegen Araber und Türken, im Norden gegen Slawen und Steppennomaden – wussten aus Erfahrung, wie teuer Kriege sind, sowohl was die Kosten betrifft als auch die Verluste an Arbeitskräften. Die Diplomatie wurde gezielt in Kriegsfällen als „Waffe“ eingesetzt. Wenn z. B. die Bulgaren zur Bedrohung wurden, konnten die Kiewer Rus subventioniert werden. Einer Bedrohung durch die Rus konnte durch Unterstützung der Petschenegen entgegengewirkt werden. Wenn die Petschenegen problematisch wurden, konnten die Kyptschaken kontaktiert werden usw. Es gab immer jemanden im Rücken des Feindes, der die großzügige Unterstützung des Kaisers zu schätzen wusste. Ein anderes Prinzip der byzantinischen Diplomatie war die wirksame Einmischung in die inneren Angelegenheiten anderer Staaten. Im Jahr 1282 finanzierte Michael VIII. eine Revolte in Sizilien gegen Karl I. von Anjou, die als Sizilianische Vesper bekannt wurde. Kaiser Herakleios fing einmal eine Nachricht seines persischen Rivalen Chosrau II. ab, in der die Exekution eines Generals befohlen wurde. Herakleios fügte der Nachricht weitere 400 Namen hinzu und leitete den Boten um, was eine Rebellion von der auf der Liste Stehenden provozierte.